# Єребич
Єребич (хорв. Jerebić) — населений пункт у Хорватії, у Загребській жупанії у складі міста Велика Гориця.

## Населення
Населення за даними перепису 2011 року становило 41 осіб.
Динаміка чисельності населення поселення:

## Клімат
Середня річна температура становить 10,69 °C, середня максимальна – 25,19 °C, а середня мінімальна – -6,28 °C. Середня річна кількість опадів – 885 мм.
| Клімат поселення                              | Клімат поселення | Клімат поселення | Клімат поселення | Клімат поселення | Клімат поселення | Клімат поселення | Клімат поселення | Клімат поселення | Клімат поселення | Клімат поселення | Клімат поселення | Клімат поселення | Клімат поселення |
| Показник                                      | Січ.             | Лют.             | Бер.             | Квіт.            | Трав.            | Черв.            | Лип.             | Серп.            | Вер.             | Жовт.            | Лист.            | Груд.            |                  |
| Середній максимум, °C                         | 6,33             | 8,39             | 12,98            | 17,36            | 22,19            | 25,19            | 24,46            | 23,79            | 19,98            | 14,87            | 9,05             | 5,00             |                  |
| Середня температура, °C                       | 0,02             | 2,10             | 6,70             | 11,05            | 15,88            | 18,88            | 20,55            | 19,88            | 16,08            | 10,96            | 5,14             | 1,10             |                  |
| Середній мінімум, °C                          | −6,28            | −4,22            | 0,37             | 4,75             | 9,58             | 12,57            | 16,65            | 15,98            | 12,18            | 7,04             | 1,24             | −2,82            |                  |
| Норма опадів, мм                              | 53               | 50               | 59               | 69               | 77               | 91               | 79               | 87               | 82               | 85               | 88               | 65               |                  |
| Середньомісячна швидкість вітру, м/с          | 1.80             | 1.95             | 2.40             | 2.21             | 2.10             | 1.90             | 1.81             | 1.70             | 1.70             | 1.70             | 1.80             | 1.80             |                  |
| Середньомісячна сонячна радіація, кДж/м²·день | 4180             | 6882             | 10532            | 15033            | 19219            | 21196            | 22159            | 19400            | 14298            | 8756             | 4597             | 3391             |                  |
| --------------------------------------------- | ---------------- | ---------------- | ---------------- | ---------------- | ---------------- | ---------------- | ---------------- | ---------------- | ---------------- | ---------------- | ---------------- | ---------------- | ---------------- |
| Джерело:                                      |                  |                  |                  |                  |                  |                  |                  |                  |                  |                  |                  |                  |                  |